# Esmée Denters
Esmée Denters (Arnhem, 28 de septiembre de 1988) es una cantante y compositora neerlandesa.
Denters fue vista por primera vez en el sitio web YouTube en agosto de 2006 por Ari Goldstein, en la categoría de vídeos musicales.
A principios de junio de 2007, contando entonces con 18 años, se convirtió en la primera artista en firmar contrato con la nueva discográfica Tennman Records, encabezada por el cantante Justin Timberlake. Al mismo tiempo, Tennman Records anunció que Denters sería la telonera en seis de los shows que Timberlake ofreció durante la etapa europea de su gira FutureSex/LoveShow en el 2007, haciendo de Denters la primera cantante amateur en la historia que pasó de un vídeo personal en YouTube a un estadio mayor.

## Antecedentes
Denters comenzó su carrera de cantante como intérprete autodidacta en Internet. Nació y actualmente vive en la zona de los Países Bajos, donde estudiaba para ser trabajadora social. En 2006, utilizando la cámara web de su hermana, empezó ella misma a publicar sus vídeos en YouTube, cantando nuevas versiones de famosos artistas pop, agregando más tarde sus propias composiciones. Rápidamente se convirtió en una celebridad de YouTube.
Para el 10 de junio de 2007, a menos de un año de que sus vídeos caseros atrajeran la atención mundial, su improvisado estudio de grabación en Londres con Justin Timberlake ha sido visto más de 12 millones de veces. Ella es, desde diciembre de 2007, la tercera persona más suscrita de todos los tiempos, la mayor suscrita de todos los músicos y fue el vigésimo primer miembro más visto de todos los tiempos en YouTube (en comparación, la celebridad de YouTube lonelygirl15 era la n.º 7, miembro corporativo de Sony BMG Music Entertainment).
En febrero de 2007, Denters, que mantiene activa su propia página en Myspace y el sitio holandés de redes sociales Hyves, anunció que viajaría a los Estados Unidos por un plazo de diez días a una sesión de grabación. Sólo dos semanas más tarde, anunció que había vuelto de los EE. UU. y estaba camino a Suecia para escribir y grabar canciones.
Al final de ese mes, la agencia de noticias Reuters distribuyó un artículo a la revista Billboard acerca de Denters y de su viaje a los EE. UU. En pocas semanas, una vez más viajó a los Estados Unidos, donde Reuters informó que había firmado con Billy Mann, y que han hecho un estudio de grabación con la Destiny's Child, Kelly Rowland.
En mayo de ese mismo año, Denters anunció en un show de televisión holandés que había firmado un contrato de grabación, pero no mencionó el sello discográfico. Al día siguiente, publicó un estudio de grabación en YouTube, con la canción de Justin Timberlake "What Goes Around... Comes Around", con el mismo Timberlake tocando el piano y cantando coros. El 4 de junio de 2007, el programa holandés nocturno [Jensen!] informó que Denters fue la primera artista que firmó con Justin Timberlake con el nuevo sello, Tennman Records. Tennman Records, y la unidad de Vivendi Universal Music Group, en nombre de Esmee Denters, conjuntamente emitió un comunicado de prensa, haciendo al contrato oficial al día siguiente.
Denters fue al pre-show de Timberlake en Ámsterdam,y fue su primera actuación en vivo en el mes de junio. Ella cantó una media hora antes que Timberlake subiera al escenario y filmó la audiencia de 50000 personas en vídeo. Ella abrió el show Justin Timberlake nuevamente en Amberes, Bélgica, un par de días más tarde.
Denters publicó otro vídeo en YouTube, cantando a dúo con Natasha Bedingfield con su éxito, la canción del disco de platino "Unwritten"
En agosto, Esmee Denters apareció en el vídeo "Esmee Denters is 18, sexy, talented &... an Alpha Kitty". En él, explica cosas acerca de ella misma, incluyendo la forma en que se convirtió en un hit de YouTube que posteriormente la llevó al éxito.
En noviembre, Denters cantó en el Oprah Winfrey Show. También sacó una canción a beneficio cuyos fondos serán donados a la caridad. La canción se llama "Crazy Place" y fue escrita por Denters. Una vista preliminar fue puesta al final de un vídeo de YouTube.

## Premios
| Year | Region         | Award                   | Category                                   | Result   |
| ---- | -------------- | ----------------------- | ------------------------------------------ | -------- |
| 2009 | Holanda        | TMF Awards              | Mejor artista femenina                     | Ganadora |
| 2009 | Holanda        | TMF Awards              | TMF Superchart Award                       | Ganadora |
| 2009 | Bélgica        | TMF Awards              | Mejor artista internacional                | Nominada |
| 2009 | Europa         | MTV Europe Music Awards | Best Dutch & Belgian Act                   | Ganadora |
| 2009 | Europa         | MTV Europe Music Awards | Best European Act                          | Nominada |
| 2010 | Europa         | EBBA                    | Artista más exitosa (fuera de su país)     | Ganadora |
| 2010 | Holanda        | TMF Awards              | Mejor artista femenina                     | Ganadora |
| 2010 | Holanda        | TMF Awards              | Mejor video ("Admit It")                   | Nominada |
| 2010 | United Kingdom | Urban Music Awards      | Best Collaboration ("Until You Were Gone") | Nominada |

## Discografía

### Álbumes
| Outta Here                                                                 | - Lanzamiento: 22 de mayo de 2009 - Discografía: Tennman Records - Formatos: Digital download & CD | 5 | 55 | 48 |
| "—" indica que el álbum no ha estado en lista o lanzado en ese territorio. | |   |    |    |

### EP's
2013:
- From Holland To Hillside

2017:
- These Days

2018:
- These Days, Pt. 2

### Sencillos
2007:
- Crazy Place , Tennman

2009:
- Outta Here
- Admit it

2010:
- Love Dealer (ft. Justin Timberlake)

2012:
- It's Summer (Cause We Say So)

2013:
- Mirrors" (ft. The New Velvet)

2014:
- If I Could I Would

2017:
- Get Home (incl. Black Prez-version, ft. Shaun Reynolds)
- Motivation(ft. Shaun Reynolds)

2018:
- Feeling Good (incl. acoustic-version, ft. Shaun Reynolds)

## Giras
2007
- Justin Timberlake – FutureSex/LoveShow (telonera, Europa)

2009
- Enrique Iglesias – Greatest Hits tour (telonera, Europa)
- Ne-Yo – Year of the Gentleman tour (telonera, Europa)
- Honor Society – Fashionably Late tour (telonera, Estados Unidos/Canadá)
- N-Dubz Christmas Party (telonera, Reino Unido)

2010
- Stanfour – Rise & Fall tour (special guest, Germany)